# Nokia 5530 XpressMusic
Nokia 5530 XpressMusic – smartfon firmy Nokia. Pojawił się w sprzedaży w 3 kwartale 2009 roku. W odróżnieniu od wersji 5800 tego samego producenta, model został pozbawiony: GPS, wyjścia TV, 3G oraz UMTS. Posiada także minimalnie mniejszy wyświetlacz. Przedni panel jest w pełni dotykowy, inaczej niż w Nokii 5800. Model ten posiada procesor ARM11 o zegarze 434 MHz i 128 MB pamięci operacyjnej. Jedną z wygodnych funkcji telefonu jest wbudowany żyroskop dzięki któremu automatycznie obraca się obraz poziom/pion w zależności jak ułożymy telefon.

## Platforma oprogramowania i menu użytkownika
- S60 5th Edition (Symbian OS v9.4)
- Polecenia głosowe
- Zdalne aktualizacje oprogramowania sprzętowego (FOTA)
- Ekran główny dla XpressMusic 2009
- Pasek zawierający do 20 kontaktów
- Wydzielony dodatek plug-in ekranu głównego do obsługi odtwarzacza muzycznego
- Organizowanie informacji osobistych: kontakty, zegar, kalendarz itp.
- Zaawansowana baza danych kontaktów: możliwość wprowadzenia dla każdego kontaktu więcej niż jednego numeru telefonu i adresu e-mail, kontakty z obrazami
- Możliwość przypisywania obrazów do kontaktów
- Obsługa grup kontaktów
- Zegar: cyfrowy, analogowy, strefy czasowe
- Budzik z możliwością ustawienia dzwonka lub pliku muzycznego
- Przypomnienia
- Kalkulator
- Kalendarz z widokiem tygodnia i miesiąca
- Konwerter
- Notatki pisemne i głosowe

## Aplikacje
- Technologia Java™ MIDP 2.0, CLDC 1.1
- Flash Lite 2,0
- Pełna przeglądarka internetowa

## Wielkość
- Forma: Klasyczna z pełną obsługą dotykową
- Wymiary: 104 × 49 x 13 mm
- Waga: 107 g
- Objętość: 68 cm³
- W pełni dotykowy interfejs

## Wyświetlacz i grafika 3D
- Przekątna: 2.9"
- Rozdzielczość: 640 × 360 pikseli
- Do 16,7 mln kolorów
- Autorotacja obrazu
- Technologia AFFS
- Regulacja jasności

## Klawisze i sposób wprowadzania tekstu
- Ekran dotykowy obsługiwany rysikiem lub palcem
- Metody obsługi dotykowej
  - Pełnoekranowa klawiatura QWERTY
  - Klawiatura alfanumeryczna
  - Pismo ręczne
- Klawisz zasilania
- Klawisz głośności
- Klawisz aparatu
- Przełącznik blokady klawiszy
- Wydzielone klawisze dotykowe: wyślij, zakończ, ekran główny
- Polecenia głosowe

## Kolory i obudowy
- Dostępne kolory:
  - Czarny z czerwonymi akcentami
  - Czarny z niebieskimi akcentami
  - Biały z niebieskimi akcentami
  - Biały z żółtymi akcentami
  - Czarny z szarymi akcentami
  - Biały z różowymi akcentami

## Złącza
- Złącze Micro-USB typu Micro-B
- Gniazdo 3,5 mm do podłączenia słuchawek stereofonicznych

## Pamięć
- Slot karty pamięci microSD z możliwością wymiany karty podczas pracy telefonu, obsługujący karty o pojemności do 16 GB (w komplecie karta pamięci o pojemności 4 GB)
- 70 MB wewnętrznej pamięci użytkownika

## Zasilanie
- Bateria litowo-jonowa o pojemności 1000 mAh BL-4U
- Czas rozmów: do 4 godz. 54 min (GSM)
- Czas gotowości: do 351 godz. (GSM)
- Czas odtwarzania wideo: do 3 godz. 45 min (QCIF, 15 fps)
- Czas odtwarzania muzyki: do 27 godz.

## Częstotliwości działania
- Cztery zakresy GSM 850/900/1800/1900
- Automatyczna zmiana zakresu częstotliwości GSM
- Tryb samolotowy

## Transmisja danych
- CSD
- HSCSD
- GPRS / EDGE klasa B, transmisja wieloszczelinowa klasy 32 (5 Rx + 3 Tx, maks. Su7m 6), maksymalna szybkość 177/296 kb/s (UL/DL).
- WLAN; IEEE 802.11 b/g
- Obsługa TCP/IP

## Łączność lokalna i synchronizacja danych
- Bluetooth w wersji 2.0 (A2DP i AVRCP)
- Obsługa MTP (Media Transfer Protocol)

## Funkcje połączeń
- Połączenia oczekujące i zawieszone, przekazywanie połączeń
- Pamięć wybranych numerów, odebranych i nieodebranych połączeń
- Automatyczne ponowne wybieranie
- Pasek kontaktów; szybkie wybieranie
- Alarm wibracyjny (wbudowany)
- Boczne klawisze głośności (wydzielone)
- Włączanie/wyłączanie wyciszenia
- Kontakty ze zdjęciami
- Mówiący dźwięk dzwonka
- Połączenia konferencyjne

## Wiadomości
SMS
- Przechowywanie wiadomości SMS: ograniczone dostępną pamięcią (70 MB pamięci wewnętrznej, 4 GB na karcie pamięci)
- Pasek zawierający do 20 kontaktów
- Usuwanie wielu wiadomości SMS naraz

MMS (OMA 1.3)
- Automatyczna zmiana rozmiarów obrazów dla potrzeb wiadomości MMS
- Wiadomości audio (AMS)
- Wspólna skrzynka odbiorcza na wiadomości SMS i MMS
- Listy dystrybucyjne wiadomości
- Transmisja ogólna w obrębie komórki

Poczta elektroniczna
- Stosowane protokoły: IMAP, POP, SMTP
- Obsługa załączników wiadomości e-mail
- Obsługa filtrowania poczty
- Obsługa IMAP IDLE

## Przeglądarka internetowa
- Obsługiwane języki znaczników: HTML, XHTML, WML
- Stosowane protokoły: HTTP, WAP
- Obsługa TCP/IP
- Pełna przeglądarka internetowa
- Oprogramowanie Nokia Mobile Search

## Fotografia
- Aparat fotograficzny o rozdzielczości 3,2 megapiksela (2048 × 1536 pikseli)
- Formaty zdjęć: JPEG
- 4x zoom cyfrowy
- Automatyczna ostrość
- Ogniskowa: 3,7 mm
- Zakres ostrości: od 10 cm do nieskończoności
- Ostrość w trybie makrofotografii: 10-60 cm
- Lampa błyskowa LED
- Tryby pracy lampy: włączona, wyłączona, tryb automatyczny i redukcja efektu „czerwonych oczu”
- Tryby równowagi bieli podczas nagrywania materiałów wideo: automatyczna, słonecznie, zachmurzenie, światło żarówki, światło jarzeniowe
- Automatyczna ekspozycja na podstawie pomiaru centralnie ważonego, kompensacja ekspozycji: 1/10000 ~ 1/5 s
- Tryby rejestracji: zdjęcia pojedyncze, zdjęcia seryjne, samowyzwalacz i wideo
- Ustawienia scenerii: automatyczne, zdefiniowane przez użytkownika, zbliżenie, portret, krajobraz, sportowe, nocne, portret nocny
- Tryby odcieni: zwykłe, sepia, czarno-białe, intensywne, negatyw
- Tryby światłoczułości: wysoka, średnia, niska, automatyczna
- Wizjer pełnoekranowy z siatką
- Aktywny pasek narzędzi
- Osobny klawisz aparatu
- Edytor zdjęć w telefonie

## Wideo
- Nagrywanie materiału wideo o rozdzielczości do 640 × 480 pikseli (VGA) i z szybkością do 30 klatek na sekundę
- 4x zoom cyfrowy wideo
- Format nagrywania wideo: .mp4, .3gp
- Format nagrywania dźwięku: AMR
- Tryby równowagi bieli podczas nagrywania materiałów wideo: automatyczna, słonecznie, zachmurzenie, światło żarówki, światło jarzeniowe
- Ustawienia scenerii: ustawienie automatyczne, tryb słabego oświetlenia, ustawienie nocne*Tryby odcieni: zwykłe, sepia, czarno-białe, intensywne, negatyw
- Długość nagrania wideo (maksymalna): 1 godz. 30 min.
- RealPlayer
- Formaty odtwarzanych plików wideo: .3gp, .mp4, .flv, RealPlayer
- Strumieniowe przesyłanie obrazu: .3gp, .rm
- Odtwarzanie wideo w układzie poziomym
- Dzwonki wideo
- Edytor wideo w telefonie

## Odtwarzanie muzyki i dźwięku
- Odtwarzacz muzyczny Nokia
  - Listy odtwarzania
  - Odtwarzanie losowe
  - Powtarzanie
  - Korektor graficzny
  - Używanie muzyki jako dźwięku dzwonka
  - Przypisywanie piosenki do kontaktu
  - Tryb zmiany głośności
  - Poszerzanie bazy stereo
  - Wzmocnienie niskich tonów
- Formaty odtwarzanych plików muzycznych:
  - .mp3, SpMidi, AAC AAC+, eAAC+, WMA, Obsługa MTP.
- Strumieniowe przesyłanie dźwięku
- Wydzielone przyciski głośności
- Wydzielone dotykowe klawisze muzyczne na ekranie głównym
- Dotykowy regulator głośności dla odtwarzacza wideo
- Stereofoniczne radio FM
- Gniazdo 3,5 mm do podłączenia słuchawek stereofonicznych
- Obsługa Nokia Podcasting
- Obsługa Nokia Music Store
- Dzwonki: mp3, aac, 64-głosowe polifoniczne
- Głośniki stereo z dźwiękiem przestrzennym
- Używanie utworu muzycznego jako dźwięku alarmu

## Nagrywanie głosu i dźwięku
- Polecenia głosowe
- Wybieranie głosowe
- Dyktafon
- Format nagrywania dźwięku: AMR FR, EFR, WCDMA i GSM AMR
- Cyfrowy mikrofon stereo

## Personalizacja: profile, motywy, dzwonki
- Profile z możliwością dostosowania
- Dzwonki: mp3, aac, 64-głosowe polifoniczne
- Dzwonki wideo
- Obsługa mówiących dźwięków dzwonka
- Motywy
- Możliwość dostosowania elementów ekranu głównego